# Réserve stratégique
Pour les articles homonymes, voir Réserve.

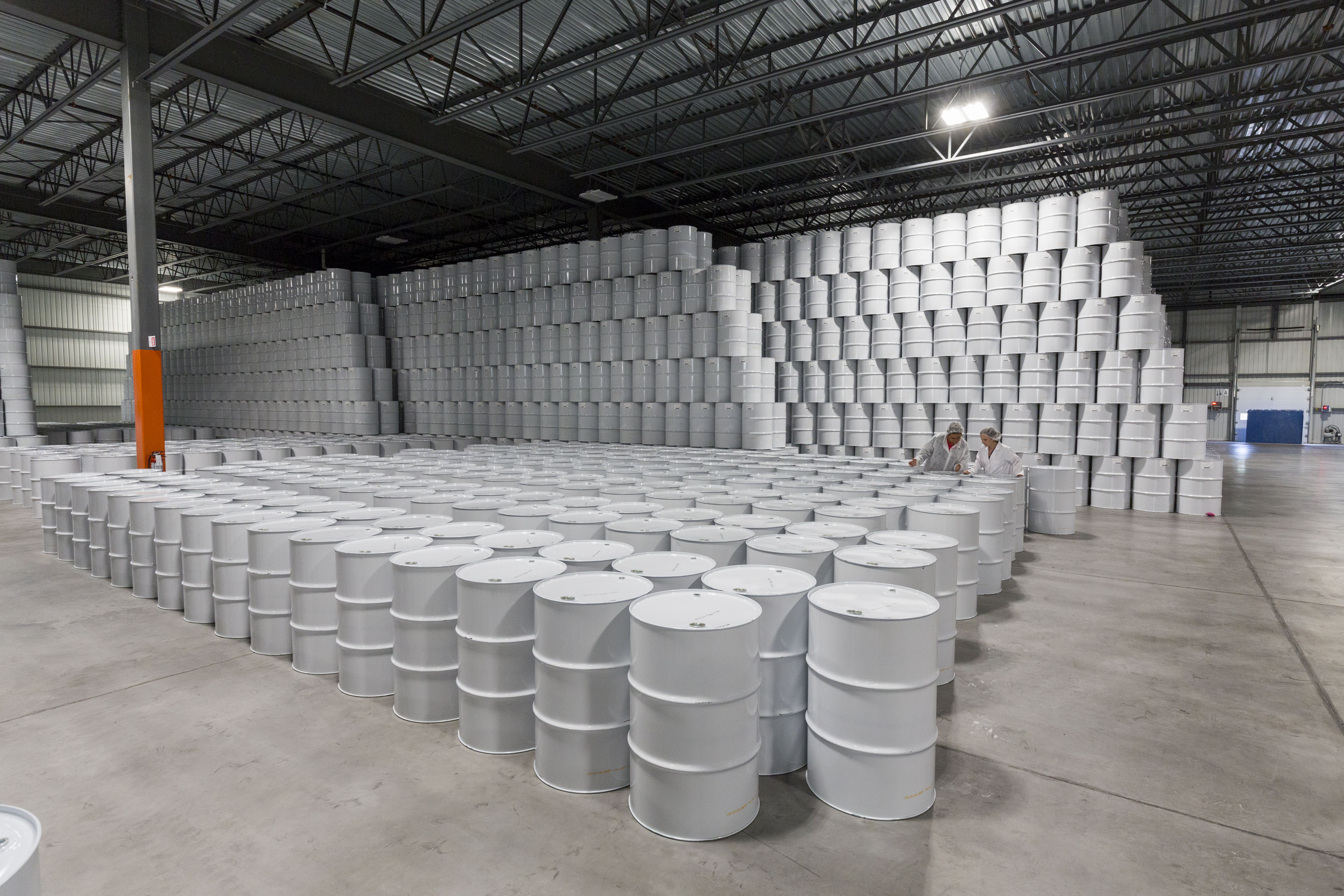
Réserve stratégique de sirop d'érable à Laurierville au Québec.

Une réserve stratégique est le stockage d'un produit par un gouvernement, une organisation ou une entreprise, dans le cadre d'une stratégie particulière ou pour faire face à des événements inattendus.
Une réserve stratégique peut être:
- De nature financière, comme les réserves en capital d'une grande société.
- Une marchandise, comme les stocks de nourriture ou d'essence (voir Réserve stratégique de pétrole)
- Des machines spécifiques, telles que des voitures, à utiliser en cas d'urgence.

## Exemples
- Réserve stratégique de pétrole
- Réserve stratégique de gaz
- Réserve stratégique d'uranium
- Réserve stratégique de céréales
- Réserve d'or

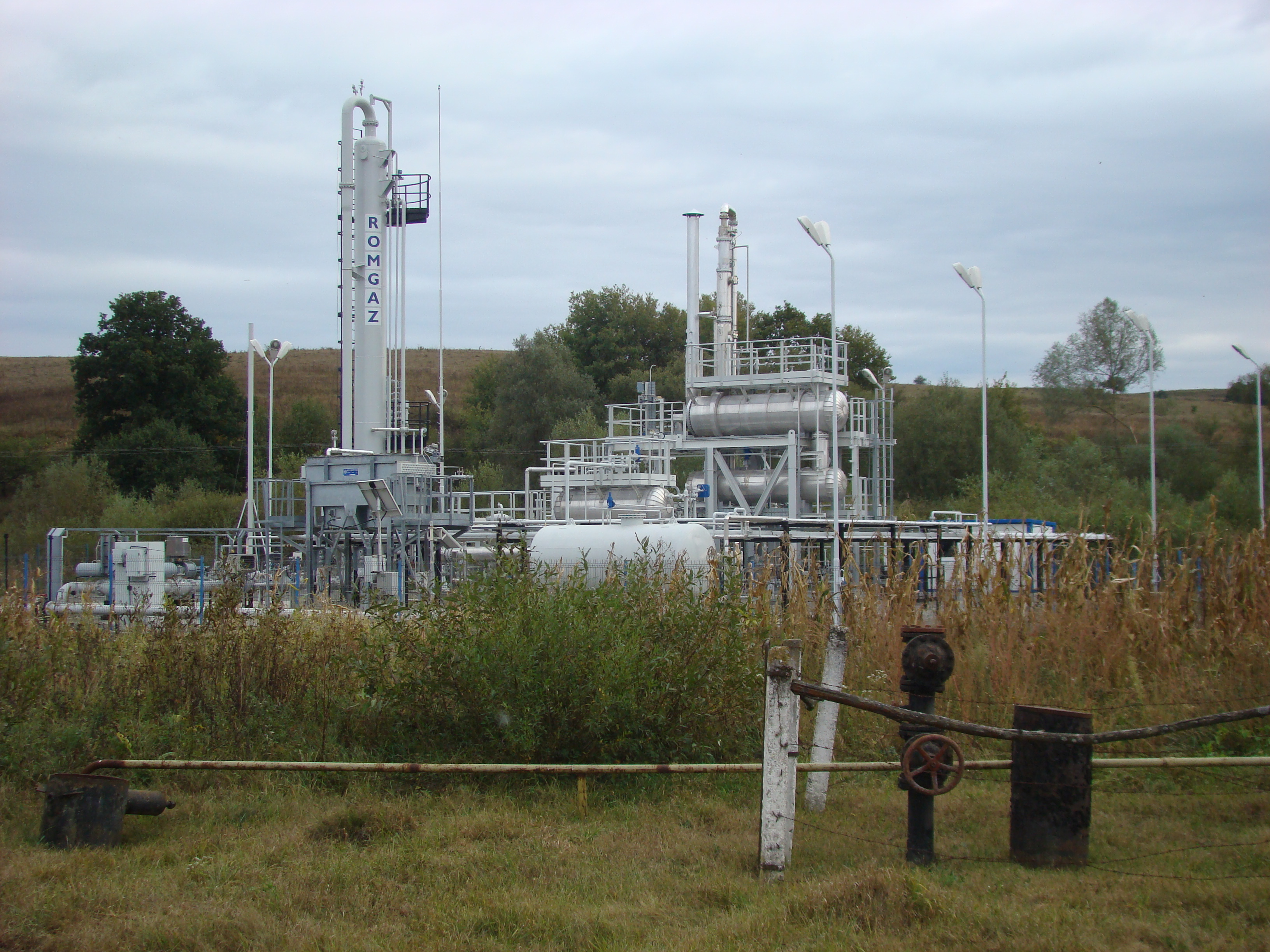
Stockage souterrain de gaz en Roumanie.

- Réserve stratégique de matériel médical